# Skarżyce (Zawiercie)
Skarżyce – sołectwo miasta Zawiercie, do 1977 roku oddzielna wieś.
Pierwsze wzmianki o wsi pochodzą z 1327 roku. W XVI wieku jej właścicielami byli Brzescy, a w następnych wiekach Giebułtowscy, Kalinowscy i Hopperowie. W 1782 roku Skarżyce należały do klucza Lgota Murowana. Do parafii od 1782 roku należały Dupice, Morsko i Żerkowice. Na terenie parafii w 1787 roku żyło 141 osób, notowano 65 domów, dwór, dwie karczmy, dwie chałupy o dwóch gospodarzach i 38 chałup o jednym gospodarzu, 17 z ogrodami i 4 bez ogrodów, jednego rzemieślnika.
Najważniejszym zabytkiem w Skarżycach jest kościół św. Trójcy ufundowany w 1583 roku.

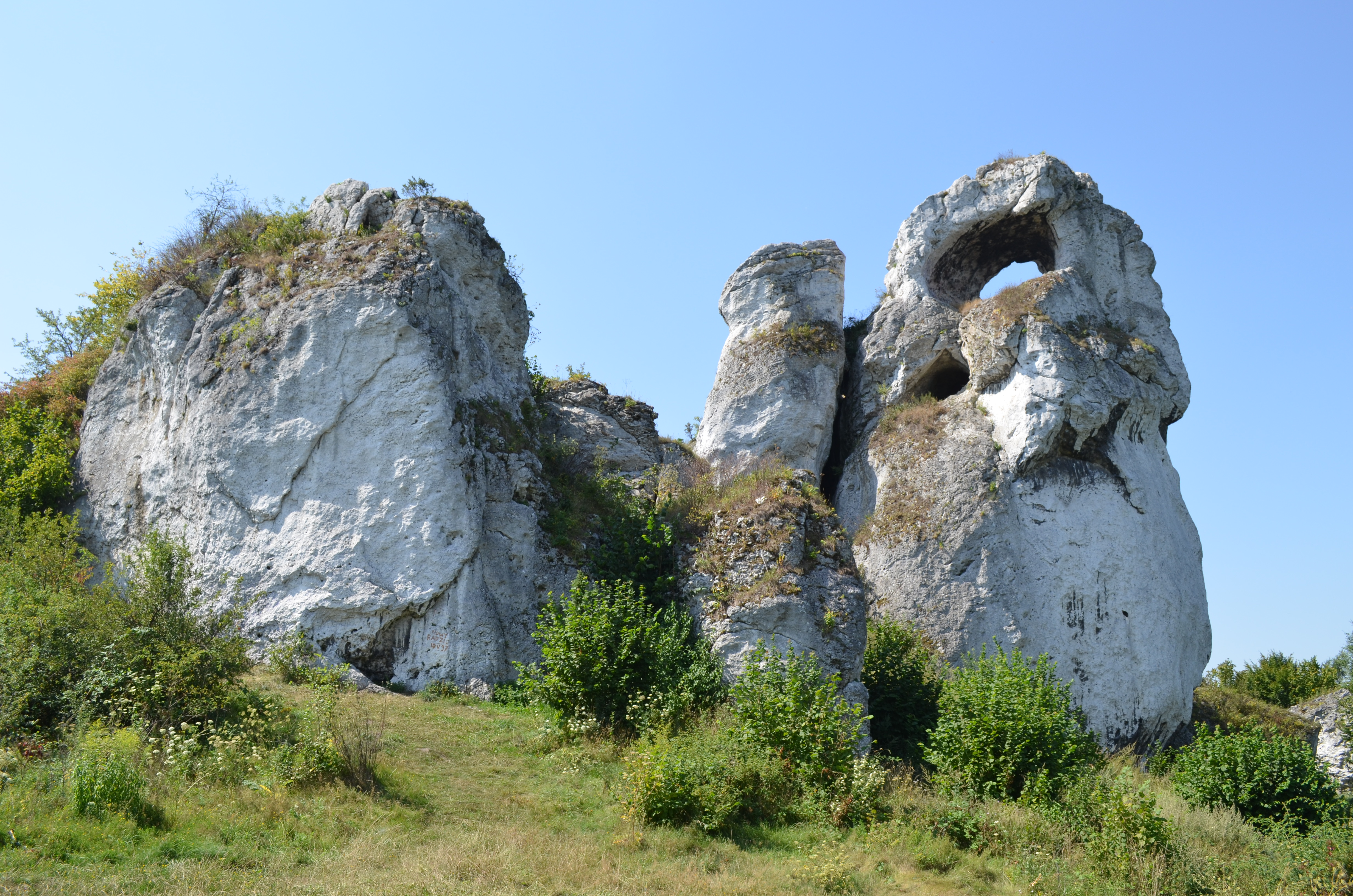
Okiennik Wielki

## Położenie
Skarżyce znajdują się na Wyżynie Częstochowskiej z licznymi wzgórzami i wapiennymi ostańcami. W obrębie Skarżyc znajdują się takie wzniesienia i skały jak: Wzgórze pod Skałką, Kaliska, Grań Basztek, Skały Piekielne, Grodziska, Kurkowa Skała, Chełmy, Góra Sabuca, Czubata, Wowodnik.
Opodal Skarżyc znajduje się masyw skalny z ostańcem wapiennym i jaskinią – Okiennik Wielki. Charakterystyczne okno, będące pozostałością systemu jaskiniowego istniejącego tu dawniej, ma 5 m średnicy i 7 m długości. Poniżej okna znajduje się jedno z dwóch wejść do jaskini, zamieszkiwanej ponad 50 tys. lat temu przez neandertalczyków.